# Stepin Lug
Pour les articles homonymes, voir Gaj.

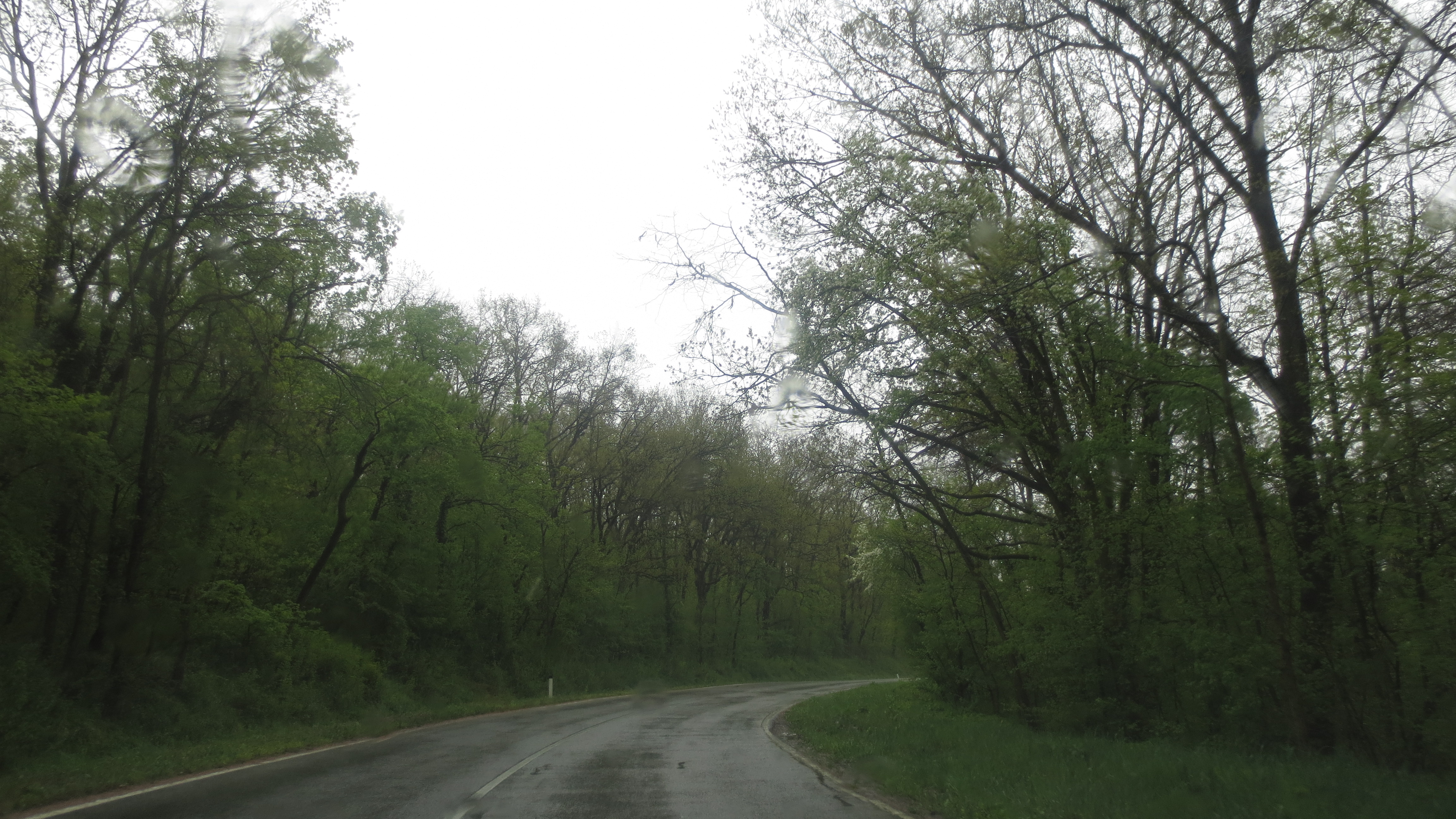
La forêt dans la municipalité de Voždovac en bordure du mont Avala, 2015.

Stepin Lug ou Gaj (en serbe cyrillique : Степин Луг ou Гај) est un parc forestier situé pour l'essentiel dans un faubourg non-résidentiel de Belgrade, la capitale de la Serbie. Sa partie méridionale se trouve dans la municipalité de Voždovac et sa partie septentrionale dans celle de Zvezdara.

## Emplacement

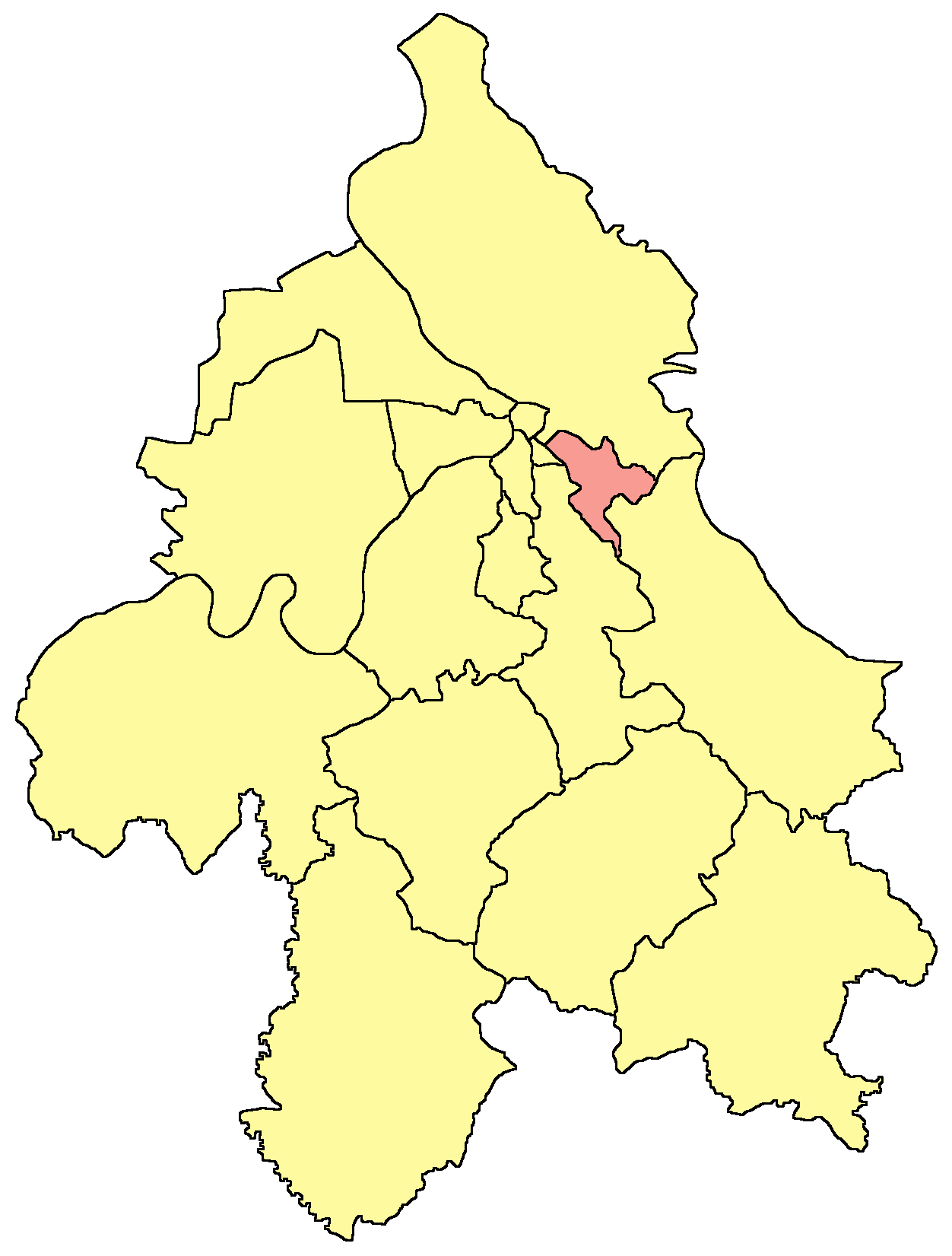
Localisation de la municipalité de Zvezdara dans la Ville de Belgrade
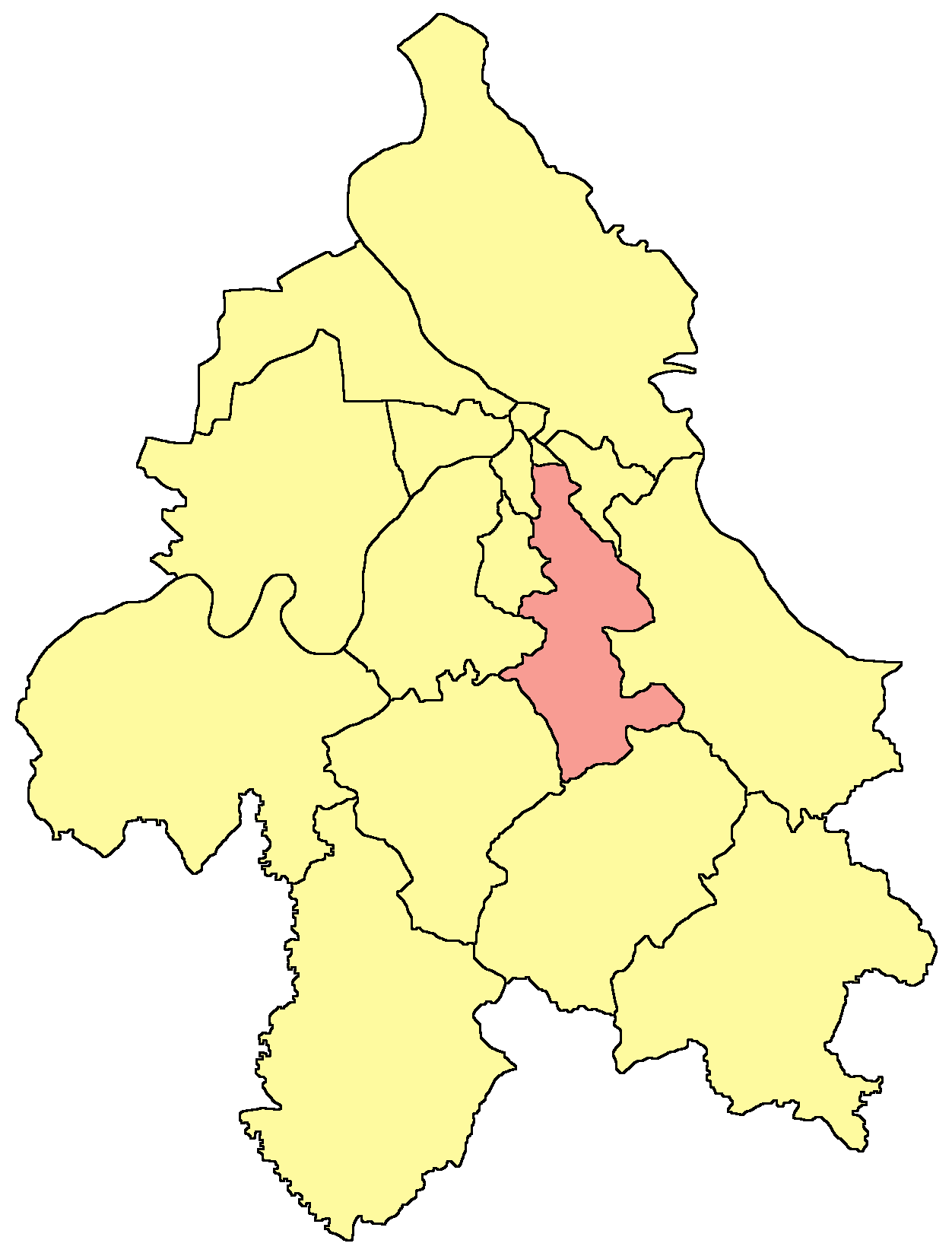
Localisation de la municipalité de Voždovac dans la Ville de Belgrade

Stepin Lug est situé dans la banlieue sud-est de Belgrade. Cette zone boisée est entourée par les quartiers de Veliki Mokri Lug au nord, Kumodraž au nord-ouest, Jajinci et Selo Rakovica à l'ouest, Beli Potok au sud et Bubanj Potok à l'est. Il est délimité au sud par la route du Kružni put et, à l'est, par l'autoroute Belgrade-Niš (route européenne E75).

## Caractéristiques
Stepin Lug, autrefois connu sous le nom de Titov Gaj, le « Gaj de Tito », ou simplement Gaj, est à la fois un complexe mémorial et un parc forestier qui s'étend sur 8,5 km2. À proximité se trouve la colline de Torlak, qui a joué un rôle important pendant la Seconde Guerre mondiale ; elle abrite un mémorial en l'honneur du voïvode Stepa Stepanović.
Stepin Lug est divisé en plusieurs secteurs :
- Stepin Lug, dans une acception restreinte, désigne la partie septentrionale de la forêt. Elle est délimitée par la petite rue Zavojnička reka et est située dans la municipalité de Zvezdara. Elle s'étend sur la petite colline de la Stražarska kosa et sur les secteurs de Baba Velka et Dugo bilo.
- Gaj, autrefois Titov Gaj, constitue la partie centrale de la forêt. Elle s'étend sur la colline de Golo brdo, entre les ruisseaux du Bubanj potok et de la Kamena voda.
- Lipovica (le bois de tilleul est située au nord de la forêt, dans sa partie la moins densément boisée, le long du Kružni put. Elle ne doit pas être confondue avec la Forêt de Lipovica (Lipovička šuma), qui est, elle, située dans la municipalité de Barajevo.

## Flore et faune
Stepin Lug abrite des conifères et des arbres à feuilles caduques.
Arbres à feuilles persistantes :
- Cèdre (cèdre de l'Atlas, cèdre blanc, cèdre à encens) ;
- Cyprès (cyprès de Lawson) ;
- Sapin de Douglas ;
- Sapin (sapin du Colorado, sapin de Céphalonie, sapin de Nordmann, sapin d'Andalousie) ;
- Genévrier (genévrier grec) ;
- Mélèze (mélèze d'Europe) ;
- Pin (pin noir d'Europe, pin de l'Himalaya, pin blanc d'Amérique).

Arbres à feuilles caduques :
- Frêne (frêne commun) ;
- Bouleau ;
- Robinier faux-acacia ;
- Châtaignier (marronnier commun, châtaignier) ;
- Micocoulier occidental ;
- Févier d'Amérique ;
- Platane ;
- Érable (érable plane, érable sycomore) ;
- Mûrier ;
- Chêne (chêne pédonculé, chêne rouge d'Amérique) ;
- Sophora ;
- Peuplier (peuplier blanc, peuplier noir) ;
- Sorbier des oiseleurs ;
- Tilleul ;
- Catalpa ;
- Noisetier de Byzance ;
- Noyer (noyer noir, noyer royal) ;
- Saule (saule blanc).

Sur le plan de la faune, la forêt abrite des lièvres et des faisans.